# راوند نبيل
راوند نبيل (الاسم العلمي:Rheum nobile) هو نوع من النباتات يتبع جنس الراوند من الفصيلة البطباطية.